# Fiesta de las cerezas de Sefrú
El Festival de las cerezas de Sefrú (en árabe, موسم حب الملوك mūsim ḥabb al-mulūk; en francés, Festival des cerises de Sefrou), o localmente Mūsim Ḥabb al-Mulūk ('Músim de la Cereza'), es un evento anual que tiene lugar a principios de junio en Sefrú, ciudad en el centro de Marruecos (a unos veinte kilómetros de Fez). Su origen se remonta a 1919, y en 2012 fue inscrito por la UNESCO en la Lista Representativa del Patrimonio Cultural Inmaterial de la Humanidad.
La cereza fue introducida a principios del siglo XX por un francés que vio que las tierras de esta comarca en las laderas del Atlas era idónea para el cultivo de cerezas. Las cerezas son llamadas كرز karaz en árabe estándar, pero حب الملوك ḥabb al-mulūk ('fruta de Reyes') en árabe local (dáriya). La misma ciudad de Sefrú es conocida como la «capital de la cereza» (عاصمة حب الملوك), o también el «jardín de Marruecos (حديقة المغرب).

## Actos
Cada año, varias organizaciones velan y participan en la organización de este evento que dura tres días (viernes, sábado y domingo) en junio: jornadas de baile, canto y desfiles. Las celebraciones coinciden con el final de la temporada de recolección de las cerezas (llamadas localmente ). También es notable el concurso de belleza femenina, donde las chicas de la localidad compiten por ser Miss Cerisette (la «Reina de la Cereza»). Además, se organizan diversas actividades deportivas y culturales.
Durante este evento cultural y festivo, que contribuye al turismo local, también hay una exposición y venta de diferentes tipos de cerezas cultivadas en el oasis de Sefrú y sus alrededores.

## Cereza de Sefrú
La cereza de Sefrú (llamada el-Beldi 'la de aquí') es una cereza negra que al madurar se vuelve muy dulce. Es nativa de esta área de Marruecos. Según la tradición local, los rabillos de la cereza (los tallos) tienen propiedades curativas, por lo que se deshidratan y se venden también.

### Desaparición
Varios factores ponen en riesgo la producción de cerezas en Sefrú. Por un lado, la emigración de los judíos marroquíes a Israel entre 1948 y 1951 fue un duro golpe puesto que Sefrú era una ciudad con una notable comunidad judía y muchos de ellos se dedicaron a la cerezacultura. Por otro lado, esta variedad de cereza dulce fue víctima de la introducción de ciertas variedades americanas que viven en simbiosis con un parásito, lo que resultó fatal para el cerezo local a finales de los años 1960. Además, el reciente pelotazo urbanístico vivido en Sefrú ha hecho que muchos campos de cerezas sean talados para construir vivienda y nunca se ha vuelto a replantar.